# Сілва (Міранда-ду-Дору)
Сілва (порт. Silva; МФА: [ˈsiɫ.vɐ]) — парафія в Португалії, у муніципалітеті Міранда-ду-Дору. Розташована в північно-східній частині країни, на теренах історичної португальської провінції Трансмонтана. Входить до складу округу Браганса. За адміністративним поділом, чинним до 1976 року, терени парафії були складовою провінції Трансмонтана і Верхнє Дору. Належить до Брагансько-Мірандської діоцезії Католицької церкви. Патрон — святий Петро. Площа — 31,0096 км². Населення — 237 ос. (2011). Слабо урбанізований регіон. Густота населення — 7,64 осіб/км²
. Код — 040615.

## Населення
| Кількість мешканців | Кількість мешканців | Кількість мешканців | Кількість мешканців | Кількість мешканців | Кількість мешканців | Кількість мешканців | Кількість мешканців | Кількість мешканців | Кількість мешканців | Кількість мешканців | Кількість мешканців | Кількість мешканців | Кількість мешканців | Кількість мешканців |
| ------------------- | ------------------- | ------------------- | ------------------- | ------------------- | ------------------- | ------------------- | ------------------- | ------------------- | ------------------- | ------------------- | ------------------- | ------------------- | ------------------- | ------------------- |
| 1864                | 1878                | 1890                | 1900                | 1911                | 1920                | 1930                | 1940                | 1950                | 1960                | 1970                | 1981                | 1991                | 2001                | 2011                |
| 599                 | 551                 | 764                 | 717                 | 715                 | 665                 | 719                 | 823                 | 827                 | 733                 | 472                 | 403                 | 380                 | 310                 | 237                 |